# Wereldkampioenschappen baanwielrennen 1938
De wereldkampioenschappen baanwielrennen 1938 werden van 27 augustus tot en met 4 september 1938 gehouden in het Olympisch Stadion in het Nederlandse Amsterdam. Er stonden drie onderdelen op het programma, twee voor beroepsrenners en een voor amateurs.

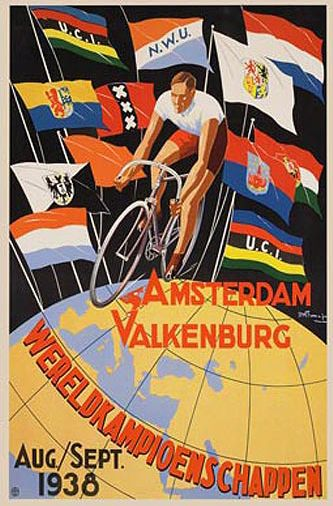
Poster van WK wielrennen 1938 op de baan in Amsterdam en op de weg in Valkenburg.

## Uitslagen

### Beroepsrenners
| Onderdeel | Goud           | Goud           | Zilver         | Zilver         | Brons              | Brons          |
| --------- | -------------- | -------------- | -------------- | -------------- | ------------------ | -------------- |
| Sprint    | Arie van Vliet | Nederland      | Jef Scherens   | België         | Albert Richter     | nazi-Duitsland |
| Stayeren  | Erich Metze    | nazi-Duitsland | Walter Lohmann | nazi-Duitsland | Eduardo Severgnini | Italië         |

### Amateurs
| Onderdeel | Goud              | Goud      | Zilver       | Zilver | Brons       | Brons     |
| --------- | ----------------- | --------- | ------------ | ------ | ----------- | --------- |
| Sprint    | Jef van de Vijver | Nederland | Bruno Loatti | Italië | Jan Derksen | Nederland |

### Medaillespiegel
| Plaats | Land           | Goud | Zilver | Brons | Totaal |
| 1      | Nederland      | 2    | 0      | 1     | 3      |
| 2      | nazi-Duitsland | 1    | 1      | 1     | 3      |
| 3      | Italië         | 0    | 1      | 1     | 2      |
| 4      | België         | 0    | 1      | 0     | 1      |
| Totaal | Totaal         | 3    | 3      | 3     | 9      |